# Kreissparkasse Soltau
Die Kreissparkasse Soltau ist eine öffentlich-rechtliche Sparkasse mit Sitz in Soltau in Niedersachsen. Ihr Geschäftsgebiet ist das Gebiet des ehemaligen Landkreises Soltau mit den Städten und Gemeinden Soltau, Munster, Schneverdingen, Bispingen, Neuenkirchen und Wietzendorf.

## Organisationsstruktur
Die Kreissparkasse Soltau ist eine Anstalt des öffentlichen Rechts. Rechtsgrundlagen sind das Sparkassengesetz für das Bundesland und die durch den Verwaltungsrat der Sparkasse erlassene Satzung. Organe der Sparkasse sind der Vorstand und der Verwaltungsrat.

## Sparkassen-Finanzgruppe
Die Kreissparkasse Soltau ist Teil der Sparkassen-Finanzgruppe und gehört damit auch ihrem Haftungsverbund an. Er sichert den Bestand der Institute und sorgt dafür, dass sie auch im Fall der Insolvenz einzelner Sparkassen alle Verbindlichkeiten erfüllen können. Die Sparkasse vermittelt Bausparverträge der regionalen Landesbausparkasse, offene Investmentfonds der Deka und Versicherungen der VGH Versicherungen. Im Bereich des Leasing arbeitet die Kreissparkasse Soltau mit der  Deutschen Leasing zusammen. Die Funktion der Sparkassenzentralbank nimmt die Nord/LB wahr.

## Geschichte und Stiftung
Im Jahr 1868 wurde die Sparkasse zu Schneverdingen gegründet. Drei Jahre später, im Jahr 1871, wurde die Gründung der Sparkasse zu Soltau beschlossen. 1934 wurden beide Sparkassen zur Kreissparkasse Soltau. Die Stiftung der Kreissparkasse Soltau wurde 1999 ins Leben gerufen. Sie schüttet jährlich Gelder an Vereine und Institutionen in der Region aus.